# The Last Full Measure
The Last Full Measure publicado em 2 de maio de 2000, é a sequela de The Killer Angels e Gods and Generals. Juntos, as três novelas completam uma trilogia sobre a Guerra Civil americana que relaciona eventos de 1858 a 1865.
The Last Full Measure e Gods and Generals foram escritas por Jeffrey Shaara depois de seu pai, Michael Shaara, autor do vencedor do Prémio Pulitzer de Ficção, "The Killer Angels" ter falecido em 1988. Empregando o mesmo estilo que os dois livros anteriores da série, The Last Full Measure leva o leitor para dentro das mentes de vários dos oficiais mais importantes do Exército da União e do Exército dos Estados Confederados, como se reagruparam após  Gettysburg e como conduziram os dois últimos anos da guerra. Retornando dos romances anteriores são o General Robert E. Lee e o recém-promovido Brigadeiro-General Joshua Chamberlain. A nova adição a este volume é o Tenente-General Ulysses S. Grant, como  Comandante-em-chefe geral de todas as forças federais.
Da Campanha Overland ao Cerco de Petersburg, da casa de Chamberlain em Maine até à Appomattox Court House, Shaara dá um relato detalhado de homens honrados cujo heroísmo, o egoísmo e a incompetência casual e ocasional mudaram o curso da história dos Estados Unidos.
O título do livro vem de uma passagem no Discurso de Gettysburg:

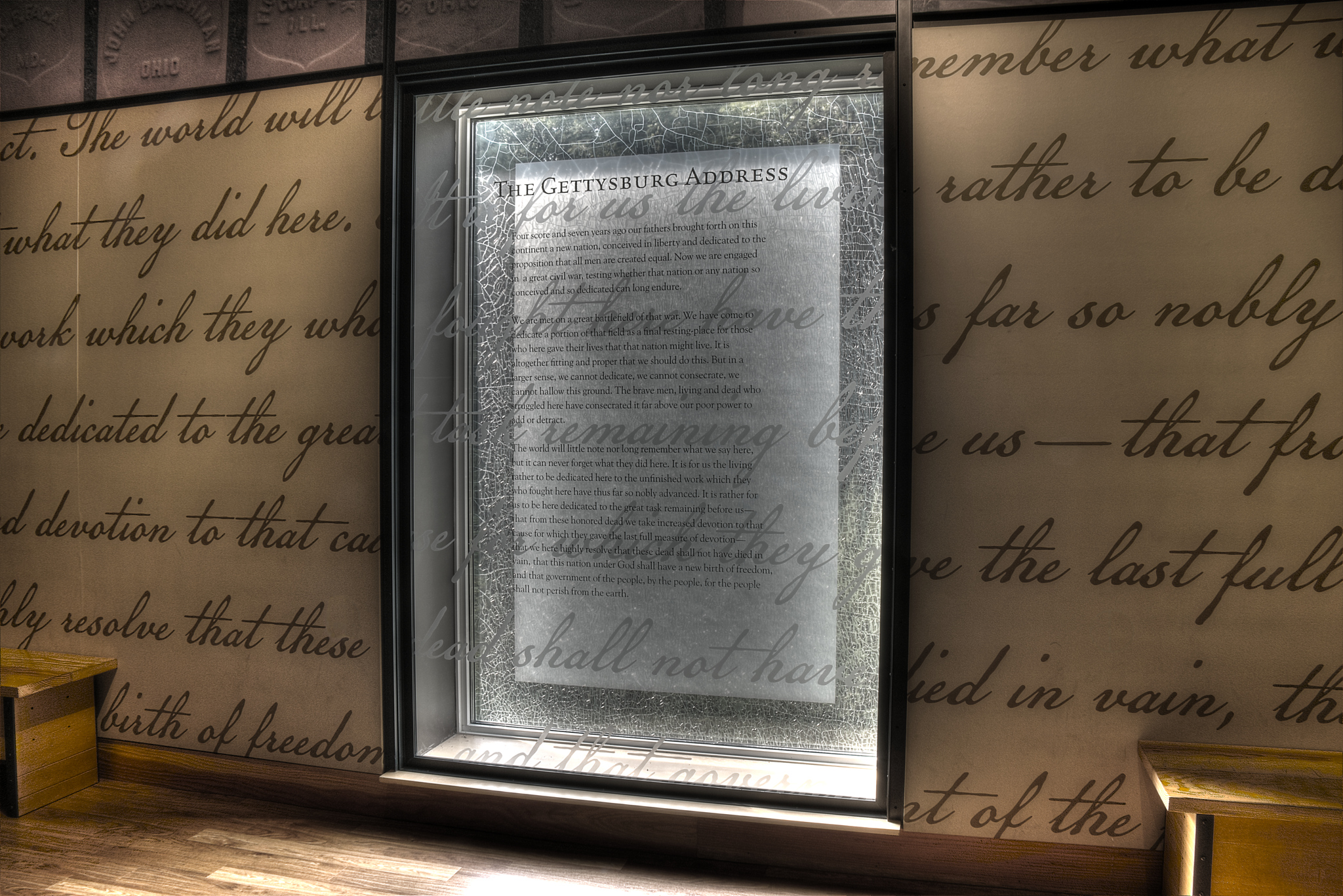
Discurso de Gettysburg

"Antes, cumpre-nos a nós, os presentes, dedicarmo-nos à importante tarefa que temos pela frente – que estes mortos veneráveis nos inspirem a uma maior devoção à causa pela qual deram a última medida transbordante de devoção".
— ABRAHAM LINCOLN
19 de Novembro de 1863
Cemitério Militar de Gettysburg
Pensilvânia, Estados Unidos
Tal como os  romances "The Killer Angels" e "Gods and Generals", "The Last Full Measure" também foi planeado para ser adaptado ao cinema pelo magnata dos media Ted Turner. No entanto, Gods and Generals obteve tão mal resultado nas bilheterias que o projeto foi abandonado por falta de interesse e de financiamento.

## Ligações Externas
- «Sítio oficial»